# У Яньшэн
У Яньшэн (кит. упр. 吴彦晟, пиньинь Wú Yànshèng; 3 мая 1984 года, Шанхай, КНР) — китайский футболист, вратарь. В настоящее время выступает за клуб «Шанхай Шэньсинь».

## Клубная карьера
У начал футбольную карьеру в клубе «Интер Шанхай» в 2004 году, когда команда впервые в своей истории вышла в Суперлигу. Дебютировал 7 сентября 2005 года в кубковом четвертьфинальном матче против «Шаньдун Лунэн» после того, как основной вратарь Чжан Чэнь заболел. Дебют в Суперлиге состоялся 5 ноября 2005 года, в последнем матче сезона, в котором «Интер» принимал «Чунцин Лифань». Команда проиграла со счётом 3-1. После того, как команда в 2006 году переехала в Шэньси, У получил больше игрового времени. После того, как в 2007 году Чжан Чэнь перешёл в «Шанхай Шэньхуа», У стал основным вратарем команды. Когда в 2010 году на пост главного тренера пришёл Чжу Гуанху, игрок уступил место в основе Шэнь Цзюню. После того, как в 2011 году в Шэньси пришёл Чжан Ле, игрок покинул команду.
В 2012 году У подписал контракт с клубом Суперлиги «Шанхай Шэньсинь». 26 июня 2012 года дебютировал за новую команду в третьем раунде Кубка 2012, в котором команда потерпела поражение в серии пенальти от «Шэньян Шэньбэй».